# Pietro Assennato
Pietro Assennato (Palermo, 19 febbraio 1972) è un ex calciatore italiano, di ruolo difensore.

## Carriera

### Giocatore
Ha esordito in prima squadra con il Palermo, totalizzando 4 presenze in due stagioni di Serie C1, ottenendo nel secondo anno la promozione in Serie B.
Passò, quindi, al Nola, sempre in Serie C1, dove giocò con continuità, tanto da risultare il giocatore con più presenze in campionato nella stagione 1991-1992.
Tornato al Palermo, vinse il campionato di Serie C1; dopo aver esordito in Serie B lasciò i siciliani per passare nel mercato di novembre all'Atalanta. Con questa squadra ha totalizzato 2 presenze in Serie A nel campionato 1993-1994.
A fine stagione tornò al Palermo con cui ha giocato altre tre stagioni piene in Serie B.
Passò quindi alla SPAL, in Serie C2, vincendo immediatamente il campionato; nella società ferrarese rimase anche nelle due successive stagioni di Serie C1, prima di andare nuovamente in Sicilia, stavolta all'Atletico Catania.
Rimase con i catanesi una stagione, prima di scendere in Serie C2 al Martina Franca; dopo una stagione si trasferì al Foggia, con cui vinse il suo secondo campionato di Serie C2. Dopo un'altra stagione col Foggia in Serie C1 e alla Reno Centese in Serie D, chiuse la carriera al Faenza in Eccellenza.

### Allenatore
Ha allenato Faenza ed Imolese in Eccellenza.

## Statistiche

### Presenze e reti nei club
| Stagione        | Squadra          | Campionato      | Campionato | Campionato | Coppe nazionali | Coppe nazionali | Coppe nazionali | Totale | Totale |
| Stagione        | Squadra          | Comp            | Pres       | Reti       | Comp            | Pres            | Reti            | Pres   | Reti   |
| --------------- | ---------------- | --------------- | ---------- | ---------- | --------------- | --------------- | --------------- | ------ | ------ |
| 1989-1990       | Palermo          | C1              | 2          | 0          | CI+CIC          | 0+2             | 0+0             | 4      | 0      |
| 1990-1991       | Palermo          | C1              | 2          | 0          | CI+CIC          | 0+8             | 0+0             | 10     | 0      |
| 1991-1992       | Nola             | C1              | 33         | 1          | CIC             | ?               | ?               | 33+    | 1+     |
| 1992-1993       | Palermo          | C1              | 27         | 0          | CI+CIC          | 1+5             | 0+2             | 33     | 2      |
| ago.-nov. 1993  | Palermo          | B               | 9          | 1          | CI              | 2               | 0               | 11     | 1      |
| nov. 1993-1994  | Atalanta         | A               | 2          | 0          | CI              | 2               | 0               | 4      | 0      |
| 1994-1995       | Palermo          | B               | 22         | 0          | CI              | 1               | 0               | 23     | 0      |
| 1995-1996       | Palermo          | B               | 32         | 0          | CI              | 3               | 0               | 35     | 0      |
| 1996-1997       | Palermo          | B               | 24         | 1          | CI              | 1               | 0               | 25     | 1      |
| 1997-1998       | SPAL             | C2              | 32         | 1          | CIC             | ?               | ?               | 32+    | 1+     |
| 1998-1999       | SPAL             | C1              | 31         | 1          | CIC             | ?               | ?               | 31+    | 1+     |
| 1999-2000       | SPAL             | C1              | 12         | 0          | CIC             | ?               | ?               | 12+    | 0+     |
| 2000-2001       | Atletico Catania | C1              | 21         | 0          | CIC             | ?               | ?               | 21+    | 0+     |
| 2001-2002       | Martina          | C2              | 29         | 2          | CIC             | ?               | ?               | 29+    | 2+     |
| 2002-2003       | Foggia           | C2              | 24         | 0          | CIC             | ?               | ?               | 24+    | 0+     |
| 2003-2004       | Foggia           | C1              | 16         | 0          | CIC             | ?               | ?               | 16+    | 0+     |
| 2004-2005       | Centese          | D               | 17         | 0          | CID             | ?               | ?               | 17+    | 0+     |
| Totale carriera | Totale carriera  | Totale carriera | 335        | 7          |                 | ?               | ?               | 337+   | 7+     |

## Palmarès

### Giocatore

#### Competizioni nazionali
- Coppa Italia Serie C: 2

Palermo: 1992-1993
SPAL: 1998-1999

#### Competizioni interregionali
- Campionato italiano Serie C1: 1

Palermo: 1992-1993
- Campionato italiano Serie C2: 3

SPAL: 1997-1998
Martina: 2001-2002
Foggia: 2002-2003

#### Competizioni regionali
- Coppa Italia Dilettanti Emilia-Romagna: 1

Faenza: 2006-2007